# Бийтълс и Втората световна война
„Бийтълс и Втората световна война“ (на английски: The Beatles and World War II) е американски документален филм на режисьора Тони Палмър от 2016 г. Филмът е нова версия на „Всичко това и Втората световна война“ от 1976 г.
Към филма от 1976 г., където се представят архивни кадри от Втората световна война и кадри от филми от 1940-те години, са включени нови архивни кадри. За осъществяването му допринасят Елтън Джон, Би Джийс, Род Стюарт, Франки Вали, Тина Търнър, Хелън Реди, Джеф Лин, Кийт Муун, Питър Гейбриъл, Лео Сейър и Дейвид Есекс.
В България „Бийтълс и Втората световна война“ е прожектиран за първи път на 11 март 2017 г. в Дом на киното по време на XXI Международен София Филм Фест.